# (500879) 2013 JH64
(500879) 2013 JH64 est un objet en résonance 4:11 avec Neptune.

## Caractéristiques
(500879) 2013 JH64 mesure probablement entre 240 et 310 km de diamètre.